# Thomas Mandel
Thomas Mandel (* 1965 in Wels, Oberösterreich) ist ein österreichischer Komponist.

## Leben
Thomas Mandel absolvierte das Musikgymnasium Linz und parallel dazu eine Konservatoriumsausbildung mit Klavier (A. Voigt) und Blockflöte (J. Mastnak). Das Konzertdiplom und die Matura machte er im Jahr 1985 mit Auszeichnung.
Er studierte Saxophon (Klassik und Jazz, O. Vrhovnik und Wolfgang Puschnig) an der Universität für Musik und darstellende Kunst Wien. Den Abschluss erlangte er 1989 mit Auszeichnung. Von da an war Mandel freischaffender Künstler mit Engagements beim Orchester der Vereinigten Bühnen Wien, den Wiener Symphonikern und der Nouvelle Cousine Electric Bigband. Mandel war Mitglied der Gründungsbesetzung des Wiener Saxophonquartett, Orchesterleiter des Blue Chip Orchesters, MtW – Cello und Sax. Als Jazzsaxophonist produzierte er mit Detomaso, TOMA und MtW einige CDs mit eigenen Kompositionen. Dazu kamen Tourneen in Europa.
Es folgte ein Studium der Komposition an der Anton Bruckner Privatuniversität in Linz bei G. Waldek. Das künstlerische Diplom kam im Jahr 2005 dazu und er schloss 2006 mit dem Master of Arts mit Auszeichnung ab.
Hauptsächlich erschafft Mandel Kompositionen für orchestrale Besetzungen in einem Personalstil zwischen Klassik und Jazz. Außerdem komponiert er Auftragswerke für die Energie AG Oberösterreich, die Brucknerntage St. Florian, das Landestheater Linz, das Brucknerfest Linz und Linz als europäische Kulturhauptstadt.

## Werke (Auswahl)
- 2003: Anboura
- 2004: Schlafe Süß, Musik zum Theaterstück Henriette Sadlers.
- 2005: Iterationes, Acht Klangstücke für zwei Klaviere.
- 2005: Four Moviements, Fassung für großes Orchester.
- 2006: Phönix für fünf Schlagwerker, drei Blechbläser und Streichquartett
- 2007: Phönix Finale, Uraufführung im November beim 1. Oberösterreichischen Hornfestival
- 2007: Ances Vantgardes für Klarinette, Bassklarinette und Cello. Uraufführung im Oktober im Konzerthaus Wien.
- 2007: Bruckners V. Symphonie – Eine Improvisation, Komposition für elf Instrumentalsolisten. Uraufführung im August in St. Florian anlässlich der Brucknertage St.Florian.
- 2007: Reminiscencia en manzanilla, Uraufführung im April im Brucknerhaus Linz
- 2008: Arrangement des Musicals Sweeney Todd für das Linzer Landestheater
- 2009: Bruckners VII. Symphonie – A Translation, Uraufführung im August in St. Florian anlässlich der Brucknertage St.Florian.